# Suarius storeyi
Suarius storeyi är en insektsart som först beskrevs av Luisa Eugenia Navas 1926.  Suarius storeyi ingår i släktet Suarius och familjen guldögonsländor. Inga underarter finns listade i Catalogue of Life.